# Rio Jutaí
O rio Jutaí é um curso de água que banha o estado do Amazonas, no Brasil. O rio deu nome ao município de Jutaí, que tem suas origens no século XVII e foi reconhecido no ano de 1956.